# سیارک ۷۵۵۰
سیارک ۷۵۵۰ (به انگلیسی: 7550 Woolum، نامگذاری:1981EV8) هفت هزار و پانصد و پنجاهمین سیارک کشف شده‌است که در ۱ مارس ۱۹۸۱ کشف شد.
قدر مطلق سیارک برابر ۱۴.۱ است.